# 鍾宅駅
鍾宅駅（しょうたくえき、閩南語:Ching-the̍h tsām）は、中華人民共和国福建省廈門市湖里区にある、廈門軌道交通2号線の駅である。

## 歴史
- 2019年12月25日2号線の駅として開業。

## 駅構造
島式ホーム1面2線の地下2層構造の駅である。

### のりば
| 番線 | 路線              | 方面                            | 行先        |
| ---- | ----------------- | ------------------------------- | ----------- |
|      | 廈門軌道交通2号線 | 江頭・呂厝・馬鑾中心・東孚 方面 | 天竺山 行き |
|      | 廈門軌道交通2号線 | 五縁湾 方面                     | 五縁湾 行き |

## 隣の駅
廈門軌道交通
■2号線
湿地公園駅 - 鍾宅駅 - 五縁湾駅